# Архиепархия Гуанчжоу
Архиепархия Гуанчжоу (лат.  Dioecesis Coamceuvensis , кит.  中文: 廣州) — архиепархия Римско-Католической Церкви с центром в городе Гуанчжоу, столице провинции Гуандун, Китай. В архиепархию Гуанчжоу входят епархии Бэйхай, Гонконга, Шаньтоу, Шаочжоу, Цзянмэня, Цзяина.

## История
В 1848 году Святым Престолом был учрежден апостольский викариат Гуандун-Гуанси, который отделился от епархии Макао.
6 августа 1875 года апостольский викариат Гуандун-Гуанси, после образования апостольского викариата Гуанси (сегодня — архиепархия Наньнина), был переименован в апостольский викариат Гуандуна. 6 апреля 1914 года от апостольского викариата Гуандуна отделился апостольский викариат Чаочжоу (сегодня — епархия Шаньтоу) и одновременно Апостольский викариат Гуандуна был переименован в Апостольский викариат Гуанчжоу. В 1920 и 1929 гг. апостольский викариат Гуанчжоу трижды делился своей территорией с новыми образовавшимися церковными структурами: с апостольским викариатом Шаочжоу, апостольским викариатом Западного Гуандуна, апостольским викариатом Хайнаня (сегодня — епархия Бэйхай) и миссией Sui iuris в Хайнане (сегодня — Апостольская префектура Хайнаня).
11 апреля 1946 года Римский папа Пий XII буллой Quotidie Nos возвёл апостольский викариат Гуанчжоу в ранг архиепархии.
В 1981 году Римский папа Иоанн Павел II назначил апостольским администратором архиепархии Гуанчжоу архиепископа Доминика Тан Емина, который из-за антирелигиозной политики властей КНР не мог занять свою кафедру, находясь в Гонконге до своей смерти 27 июня 1995 года.
4 декабря 2007 года с благословения Святого Престола Иосиф Ган Цзюньцю был рукоположен в епископа и назначен на кафедру архиепархии Гуанчжоу.

## Ординарии
- епископ François-Napoléon Libois (11.05.1848 — октябрь 1853)
- епископ Philippe François Zéphirin Guillemin (16.11.1853 — 5.04.1886)
- епископ Augustin Chausse (5.04.1886 — 12.10.1900)
- епископ Jean-Marie Mérel (20.04.1901 — 6.08.1914)
- епископ Jean-Baptiste-Marie Budes de Guébriant (28.04.1916 — 21.03.1921)
- архиепископ Antoine-Pierre-Jean Fourquet (20.20.1923 — 11.12.1947)
- архиепископ Dominic Deng Yi-ming (Tang Yee-ming) (1.10.1950 — 26.05.1981)
- архиепископ Dominic Deng Yi-ming (Tang Yee-ming) (26.05.1981 — 27.06.1995)
- с 27.06.1995 г. — 4.12.2007 — Sede vacante
- архиепископ Иосиф Ган Цзюньцю (с 4.12.2007 — по настоящее время)

## Источник
- Annuario Pontificio, Libreria Editrice Vaticana, Città del Vaticano, 2003, ISBN 88-209-7422-3
- Булла Quotidie Nos Архивная копия от 27 марта 2010 на Wayback Machine, AAS 38 (1946), стр. 301  (лат.)